# Synsphyronus gurdoni
Espèce
Synsphyronus gurdoni est une espèce de pseudoscorpions de la famille des Garypidae.

## Distribution
Cette espèce est endémique du Pilbara en Australie-Occidentale. Elle se rencontre sur l'île de Barrow.

## Description
Le mâle holotype mesure 2,65 mm et la femelle paratype 3,34 mm, les mâles mesurent de 2,35 à 2,65 mm et les femelles de 3,125 à 3,34 mm.

## Étymologie
Cette espèce est nommée en l'honneur de John Gurdon.

## Publication originale
- Harvey, Abrams & Burger, 2015 : A new species of the pseudoscorpion genus Synsphyronus (Pseudoscorpiones: Garypidae) from Barrow Island, Western Australia. Records of the Western Australian Museum, vol. 30, no 2, p. 137-143 (texte intégral).